# Fate: The Winx Saga
Fate: The Winx Saga är en brittisk TV-serie från 2021, skapad av Brian Young. Den är inspirerad av Winx Club, en italiensk tecknad serie från 2004. Serien handlar om fem tonårsfeer som studerar på internatskolan Alfea, där de lär sig att bemästra sina magiska krafter.
Första säsongen hade premiär på streamingtjänsten Netflix den 22 januari 2021 och säsong två kommer att spelas in senare samma år.

## Rollista (i urval)
- Abigail Cowen – Bloom Peters
- Hannah van der Westhuysen – Princess Stella
- Precious Mustapha – Aisha
- Eliot Salt – Terra Harvey
- Elisha Applebaum – Musa
- Danny Griffin – Sky
- Sadie Soverall – Beatrix
- Freddie Thorp – Riven
- Robert James-Collier – Saul Silva
- Eve Best – Farah Dowling
- Theo Graham – Dane
- Alex Macqueen – Professor Harvey
- Jacob Dudman – Sam Harvey
- Leah Minto – Kat